# Enyalius catenatus
Espèce
Synonymes
- Agama catenata Wied, 1821
- Lophyrus rhombifer Spix, 1825
- Lophyrus margaritaceus Spix, 1825
- Lophyrus albomaxillaris Spix, 1825
- Enyalius catenatus paulista Ihering, 1898

Enyalius catenatus est une espèce de sauriens de la famille des Leiosauridae.

## Répartition
Cette espèce est endémique de l'Est du Brésil.

## Description
Ce lézard est arboricole à semi-arboricole et vit dans les forêts sêches près de la côte Atlantique du Brésil.

## Publication originale
- Wied-Neuwied, 1821 : Reise nach Brasilien in den Jahren 1815 bis 1817, vol. 2, Frankfurt am Main.